# Dorfkapelle (Braunetsrieth)

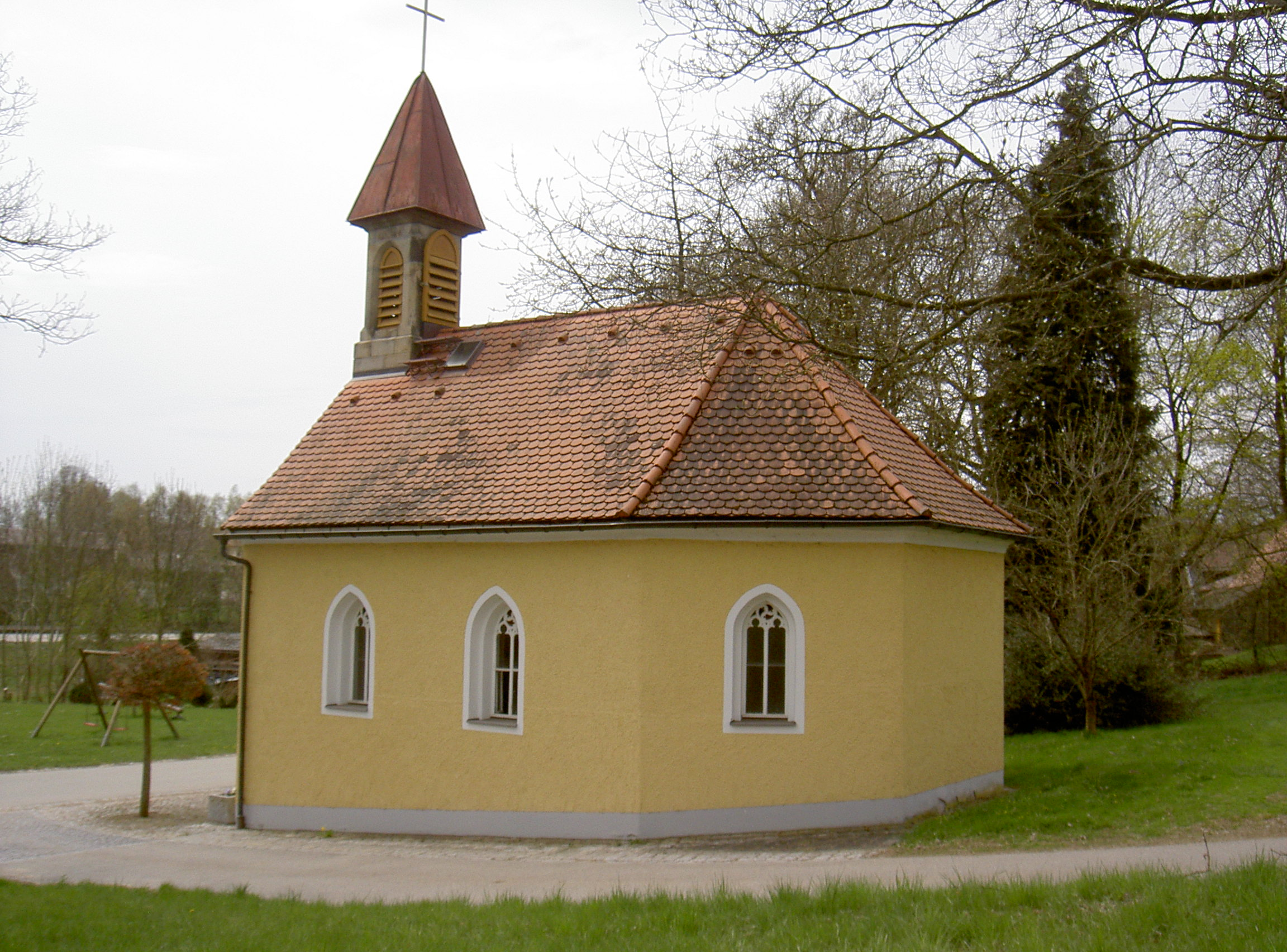
Dorfkapelle in Braunetsried (2015)

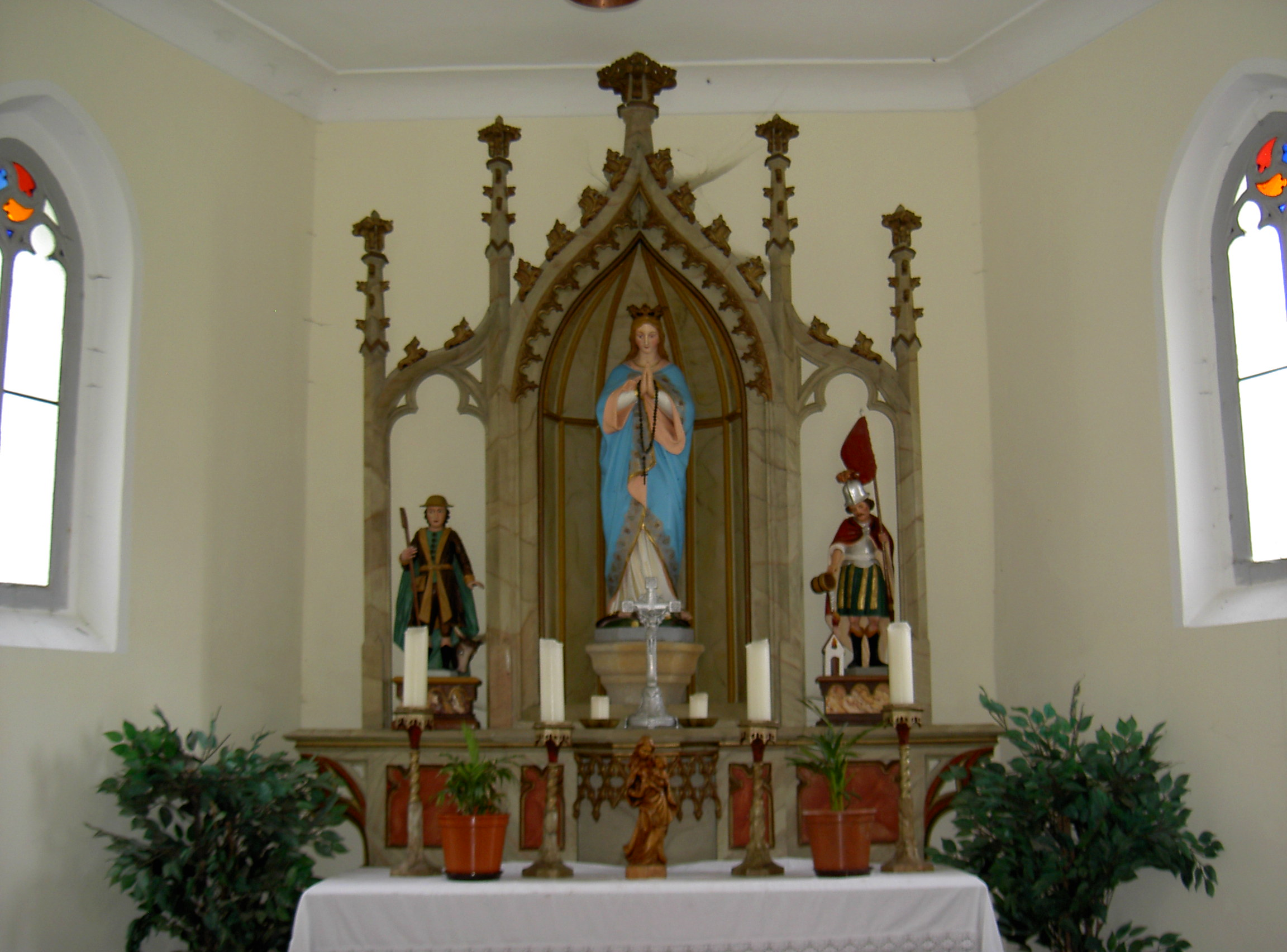
Hauptaltar der Dorfkapelle von Braunetsried

Die Dorfkapelle von Braunetsrieth befindet sich inmitten des Ortsteils der Oberpfälzer Stadt Vohenstrauß (Haus Nr. 20). Die Kapelle ist der Mutter Gottes geweiht.

## Geschichte
Der Bau kam durch eine Schenkung des Bauplatzes von 1872 zustande. Errichtet wurde sie von dem Baumeister Meindl aus Altentreswitz und am 26. August 1873 durch den Geistlichen Rat Josef Frank von Vohenstrauß geweiht. 1913 wurde sie von dem Malermeister Steininger restauriert. Ein Brandschaden von 1920 wurde von der Gemeinde ausgebessert. Die Elektrifizierung 1972/74 finanzierte die Jagdgenossenschaft Braunetsrieth. 1983/84 wurde die Kapelle neu instand gesetzt und am 6. Mai 1983 von Stadtpfarrer Franz Xaver Reitinger neu gesegnet.

## Kirchengebäude
Die Kapelle besitzt ein Steildach und einen dreiseitig geschlossene Chor. Der Giebelreiter ist mit einem Spitzhelm ausgestattet. Die (Innen-)Ausstattung ist neugotisch. Der Hauptaltar ist der Mutter Gottes geweiht. Oberhalb der Eingangstür ist die Figur eines Prager Jesuleins angebracht.